# Fomes haeuslerianus
Fomes haeuslerianus är en svampart som beskrevs av Henn. 1896. Fomes haeuslerianus ingår i släktet Fomes och familjen Polyporaceae.   Inga underarter finns listade i Catalogue of Life.